# Claspettomyia perlongitegminis
Claspettomyia perlongitegminis är en tvåvingeart som beskrevs av Junichi Yukawa 1971. Claspettomyia perlongitegminis ingår i släktet Claspettomyia och familjen gallmyggor. Inga underarter finns listade i Catalogue of Life.